# سوپرنوا اسپیرا
سوپرنوا اسپیرا (به انگلیسی: Supernova Spira) یک سازه (ساختمان) و آسمان‌خراش در هند است که در نویدا واقع شده‌است.